# Вејавица
Вејавица је посебан облик мећаве при којој се не може са сигурношћу утврдити да ли осим подизања са тла још и додатно пада снег. Да би се звала „вејавица” услов је да прелази снагу 7 бофора (51 km/h) и да је на приземљу снежни покривач. Приликом овакве појаве смањене су и вертикална и хоризонтална видљивост, а кретање је отежано. Вејавица често прелази у снежну олују.